# Jotvingere
Jotvingerne eller sudoverne (litauisk: Jotvingiai eller Sūduviai; lettisk: Jātvingi; polsk: Jaćwingowie, hviderussisk: Яцвягі (tr. Jatvingi), tysk: Jatwinger) var et baltisk folkeslag, der var bosat i det nuværende sydlige Litauen. De talte jotvingisk, et vestbaltisk sprog man kender forholdsvis lidt til i dag.

## Geografi
Jotvingerne boede i området af Sudovia og Dainava (Jotvingia), syd vest for det øvre løb af floden Nemunas i området mellem de nuværende byer Marijampolė, Merkinė i Litauen, Slonim, Kobryn i Hviderusland, Białystok og Ełk i Polen. I dag svarer dette område til dele af Dzūkija og Suvalkija i Litauen, dele af Hrodna og Brest oblast i Hviderusland og voivodskabet Podlasie i Polen.

## Historie
Jotvingia omtales som "terra Sudorum" af Vytautas den Store i et brev til kejser Sigismund den 11. marts 1420.
Fra år 700 var der kampe mellem jotvingerne og deres slaviske naboer, med gentagene angreb fra begge sider.
I 1260 rejste litauerne sig mod den Tyske Orden, der var blevet inviteret af hertug Konrad I af Masovien samme år for at kæmpe mod den baltiske stamme preusserne. Jotvingerne støttede forsvaret mod den Tyske Orden og angreb dybt ind i de tyske erobringer i 1270-erne, hvor en angribende jotvingiansk hær blev besejret. Fra 1281 satte Ordenen med hele sin militære styrke ind på at nedkæmpe den jotvingiske høvdings (jotvingisk: Skomantas) (dansk: ~ fyrste/hedensk præst) forsvar. Fyrsten måtte kapitulere i 1283 og konverterede til kristendommen. Han og hans efterkommere fik lov at beholde deres jord og blev optaget i den højere preussiske adel, mens en del af jotvingere blev solgt slaver, 1.600 blev genbosat i Samland, og en del af jotvingere forblev i deres hjemstavn, blev efterfølgende kristnet og germaniseret.